# 新川橋 (吉川市)

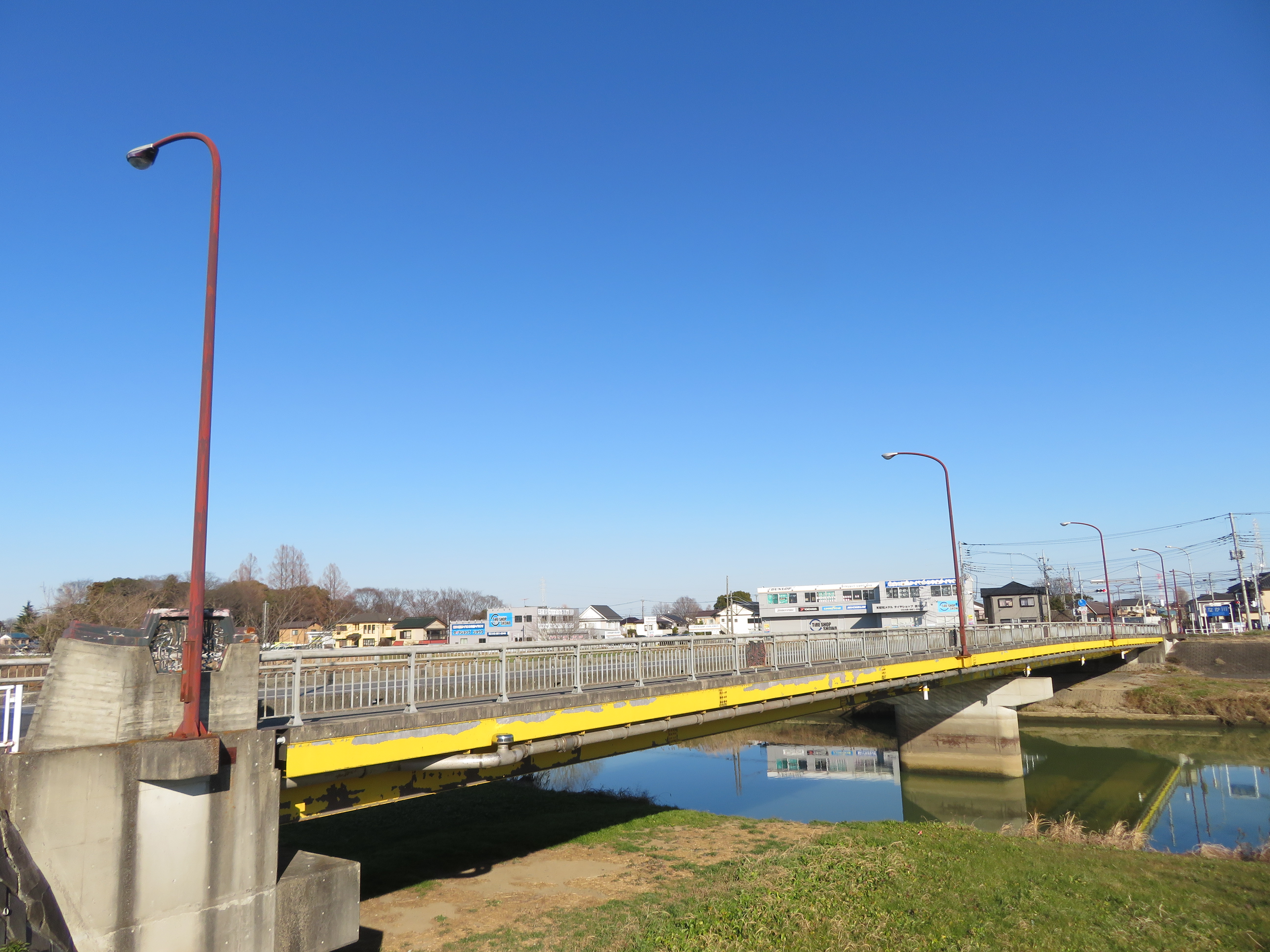
新川橋

新川橋（しんかわばし）は、埼玉県吉川市大字川藤と同市大字須賀の間を流れる中川に架かる、吉川市道1-979号線の道路橋である。

## 概要
中川の河口からおよそ32.4 kmの地点に架かる橋長89.30メートル、幅員11メートルの2径間鋼鈑桁橋である。橋桁は黄系統の塗色である。歩道は下流側のみに設置されている。橋の西詰は丁字路になっている。
中川により分断された吉川市の大字須賀や大字川藤や大字川野の一部（西部地域）にとって、市の中心地との唯一の交通手段となっている橋である。橋の東詰は東京都道・埼玉県道67号葛飾吉川松伏線が中川の左岸沿いを通り、新川橋交差点が設置されている。建設中の東埼玉道路へのアクセス道路として将来架け替えもしくは大幅な改修が検討されている。

### 橋の諸元
- 道路区分：市道（吉川市道1-979号線）
- 橋長：89.3 m
- 支間割：44.1 m+44.1 m
- 形式：連続鋼箱桁
- 着工：1984年（昭和59年）[6]
- 完成：1988年（昭和63年）[7]
- 開通：1990年（平成2年）4月16日[6]
- 管理者：吉川市
- 車道：片側1車線

## 歴史
昔の大落古利根川（現在の中川、以下古利根川）は西に大きく逆「S」の字を描くように蛇行して流れていた。その流路は吉川市と越谷市の境界とほぼ一致する。いつから設けられていたかは定かではないが、川藤村には江戸後期までに「榎戸渡し（さんこう渡し）」が、須賀村には『新編武蔵風土記稿』より見出せる「せきの渡し（せき舟の渡し）」と称される農耕用の作場渡しの渡船場が置かれ、川を隔てた増森村（現越谷市大字増森）と往来していた。これらの渡船場は後述の河川改修により廃止された。
内務省が1915年（大正4年）から1928年（昭和3年）にかけて庄内古川や古利根川の河川改修を行った際に、蛇行した古利根川の流れに南北に直線的な捷水路が開削されたことで、旭村や吉川町（現吉川市）の一部地区が右岸側に取り残されることとなった。当初は増森村を分断するように新流路が計画されたが、当村民からの激しい反発に遭い、現行の流路に計画が修正されている。そのため、河川改修工事の際に右岸側に飛び地化された地域との往来を可能にすることを目的として、1車線分の幅員を持つ本橋が初めて架橋された。1946年（昭和21年）の航空写真によると河川に構造物（橋梁）が設置されていることが判る。なお、古利根川から現在の中川と称されるようになったのは昭和20年頃からである。旧流路は昭和後期まで淵として残されていたが、その後埋め立てられている。河跡は道路の線形や、土地利用などから明瞭に判別できる。また、本橋の下流側で中川に合流する新方川の合流点付近は、古利根川の旧河道を流用したものである。
現在の橋は1984年（昭和59年）度に事業着手され、総事業費9億400万円を投じてそれまでの橋の60メートル川上側に吉越橋の開通と同時期の1990年（平成2年）に架けられたものである。開通式は同年4月16日に挙行され、地元の2組の三世代夫婦による渡り初めが行われた。

## 周辺
左岸側は住宅地であり、右岸側は市街化調整区域で農地が多く見られる。右岸側で堤防の築造や河川区域の拡張などの河川改修工事の実施に伴い、右岸沿いを通る取付道路の改修が行われている。本橋の上流側は古利根川と庄内古川（中川）の合流点がある。本橋の下流側に新方川と中川の合流点があり、逆三角形ワーレントラス形式の水管橋がある。また、本橋のおよそ1.5 km下流には吉川橋が架けられている。
- 香取神社
- 下八間堀悪水路 下八間堀樋管
- 曹洞宗東泉寺
- よこまちの杜（緑地）
- 二郷半領用水
- 御嶽神社
- 真言宗宝性寺
- 榎戸公民館
- ローソン吉川新川橋店 - 市の政策により吉川市の物産を紹介する「吉川市コーナー」が店内に設けられている[16]

## 隣の橋
- 中川

（上流） - 庄内古川・古利根川合流点 - 新川橋 - 吉川橋 - 吉越橋 - （下流）